# Soling
Soling är en tremanssegelbåt i glasfiberarmerad plast och med aluminiumrigg. Solingen har två lillasystrar som heter Lärling och Yngling samt en storasyster som heter Smiling. Soling var mellan 1972 och 2000 en av båtarna som användes i OS.
Båten är ritad av Herman Linge 1964 för att fungera i alla vindar. Är än idag en populär kappseglingsklass.

## Källhänvisningar
- Sailguide Soling
- Maringuiden Nordic AB Soling